# Flash paměť

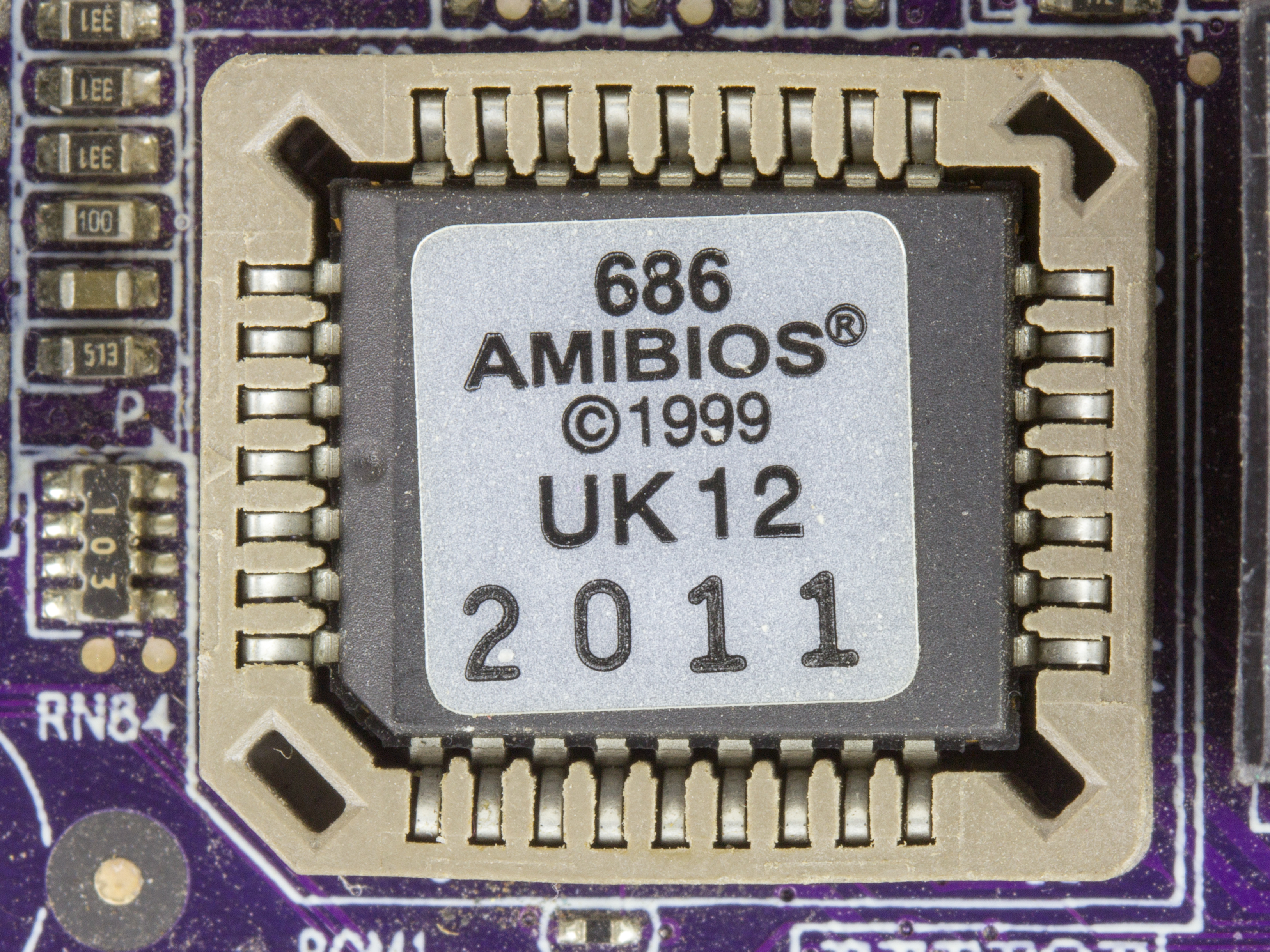
Flash paměť s naprogramovaným BIOSem

Flash paměť je nevolatilní (semipermanentní) elektricky programovatelná (tj. zapisovatelná) paměť s libovolným přístupem. Paměť je vnitřně organizována po blocích a na rozdíl od pamětí typu EEPROM[ujasnit] lze plnit informacemi (programovat) každý blok samostatně (obsah ostatních bloků je zachován). Paměť se používá jako paměť typu ROM např. pro uložení firmware (např. ve vestavěných zařízeních). Výhodou této paměti je, že ji lze znovu naprogramovat, měnit její obsah (např. přeprogramování novější verzí firmware) bez vyjmutí ze zařízení s použitím minima pomocných obvodů. Proto se používá nově zejména jako základ kapacitních paměťových médií - karet, např. formátu SD, miniSD a microSD.

## Použití flash paměti
Flash paměť se používá jako výměnné (přenosné) datové médium (vnější paměť) ve formě paměťových karet
- CompactFlash
- Memory Stick
- Secure Digital
- xD-Picture Card
- MultiMediaCard
- SmartMedia Card

a v USB flash discích
Flash paměť se používá i v discích Solid State SSD jako vestavěná paměť, kde ji označujeme jako paměťové technologické zařízení Memory Technology Device (MTD).

## Princip zápisu a čtení

Struktura tranzistoru s plovoucím hradlem.

Data jsou ukládána v poli unipolárních tranzistorů s plovoucími hradly, zvaných „buňky“, každá z nich obvykle uchovává 1 bit (SLC) nebo dnes 3 bity a více (MLC) informace. Oba typy se stále používají. SLC čipy nabízí větší stabilitu informací a rychlost zápisu, kdežto MLC zase větší hustotu informací a nižší cenu.
Jedno hradlo je ovládací (CG – control gate), druhé je plovoucí (FG – floating gate), izolované od okolí vrstvou oxidu. Jelikož je FG izolované, všechny elektrony na něj přivedené jsou zde „uvězněny“. Tím je uložena informace.
Když jsou na FG elektrony, modifikují (částečně ruší) elektrické pole přicházející z CG, což modifikuje prahové napětí (Ut) buňky. Buňka je čtená umístěním určitého elektrického napětí na CG, elektrický proud tranzistorem pak buď teče, nebo neteče, a to v závislosti na Ut buňky, které je závislé na počtu elektronů na FG. Tato přítomnost nebo nepřítomnost elektrického proudu je přeložena na 1 a 0, představující uložená data.
Flash buňka je naprogramovaná (nastavená na specifickou hodnotu) spuštěním toku elektronů ze zdroje (Source) do odvodu (Drain). Přivedení velkého napětí na CG pak poskytne dostatečně silné elektrické pole pro jejich vysátí na FG. Pro vymazání flash buňky je velký napěťový rozdíl přiveden mezi CG a zdroj (Source), což odvede elektrony pryč skrz kvantový tunel. Současné flash paměti jsou rozdělené do vymazatelných částí nazývaných buď bloky, nebo sektory. Všechny paměťové buňky v rámci jednoho bloku musí být vymazány současně.

## Flash Translation Layer
Flash Translation Layer (FTL) je mezivrstva, která slouží k rozkládání zápisu na celé flash médium. Mezivrstvu implementuje hardwarový obvod, který je součástí flash paměti. Příkladem je TrueFFS od firmy M-Systems nebo ExtremeFFS od firmy SanDisk. Pokud by FTL neexistovala, došlo by velmi rychle k znehodnocení flash paměti opakovanými zápisy do jednoho místa, zatímco zbytek flash paměti by zůstal neopotřebován. Většina výrobců podrobnosti o FTL nezveřejňuje. Raw flash paměti bez FTL nejsou běžně dostupné, používají se hlavně ve vestavěných systémech, kde je možné FTL řešit softwarově a spolehnout se na její funkčnost.
Důvodem existence FTL je skutečnost, že současné operační systémy zatím nepřizpůsobily své souborové systémy tomu, jak flash paměť funguje (například NTFS a FAT u systémů řady Windows NT). V Linuxu existují přizpůsobené souborové systémy, které umožňují práci s raw flash pamětí tím, že samy zápisy rozkládají (tzv. logové souborové systémy, anglicky log filesystem), například jffs2 a logfs, ale v Linuxu existuje i souborový systém f2fs, který naopak s mezivrstvou FTL počítá.